# The Box (Fernsehsender)
The Box (Ab 1. Dezember 2006 The Box Comedy) war ein niederländischer Musiksender, der von VIVA betrieben wurde.

## Geschichte
Anfangs stand „The Box“ in Konkurrenz zu MTV Benelux, jedoch gehörte er ab 2004 zu MTV Networks Benelux. Gesendet wurde 24 Stunden. Am häufigsten wurden R'n'B-Songs gebracht. Seit 2006 teilten sich Nickelodeon Nederland und The Box einen Sendeplatz. Seitdem war The Box nur noch von 20:00 bis 5:00 Uhr zu sehen. Zusätzlich wurde der Sender in einen Comedykanal umgewandelt und hieß dann The Box Comedy. Am 30. April 2007 beendete The Box Comedy sein Programm und der niederländische Ableger von Comedy Central startete.